# 伯御
伯御，姬姓，是鲁武公的孙子，魯武公的太子括的儿子，西周鲁国君主。

## 生平
前816年，鲁武公带着自己的长子括、少子戏朝见周宣王。周宣王喜欢戏，想立他为鲁国的太子，仲山甫认为这是违背先王遗训的做法，极力劝谏，周宣王不听，还是将戏立为鲁国太子。这年夏天，鲁武公回国后就去世了，戏继承鲁国君位，是为鲁懿公。前807年，伯御与鲁人攻杀鲁懿公，鲁国人立伯御为君，并在宫内搜寻鲁武公的儿子公子称，准备将他杀掉。公子称的保姆孝义保让自己的儿子穿上公子称的衣服躺在公子称睡觉的地方，结果被伯御杀死。前796年，周宣王伐鲁，杀伯御，仲山甫推荐鲁懿公的弟弟公子称继承鲁国君位，是为鲁孝公。　　